# Alfred Geoffrey Neville
Alfred Geoffrey Neville, CBE, MC, britanski general, * 27. januar 1891, † 3. marec 1955.
Bil je pomočnik vojaškega atašeja v Parizu.